# Unterleiterbach
Unterleiterbach ist ein Gemeindeteil des Marktes Zapfendorf im oberfränkischen Landkreis Bamberg in Bayern.

## Geografie
Etwa 0,5 Kilometer westlich des Kirchdorfes Unterleiterbach fließt der Main und unmittelbar westlich des Ortes verläuft die Bahnstrecke Bamberg–Hof. An der Schnellfahrstrecke Nürnberg–Erfurt wurde der Betriebsbahnhof Unterleiterbach errichtet. Nachbarorte sind im Norden Ebensfeld, im Nordosten Kutzenberg (Gemeinde Ebensfeld), im Osten Oberleiterbach (Gemeinde Zapfendorf), im Süden Zapfendorf und im Nordwesten Unterbrunn (Gemeinde Ebensfeld).

## Geschichte

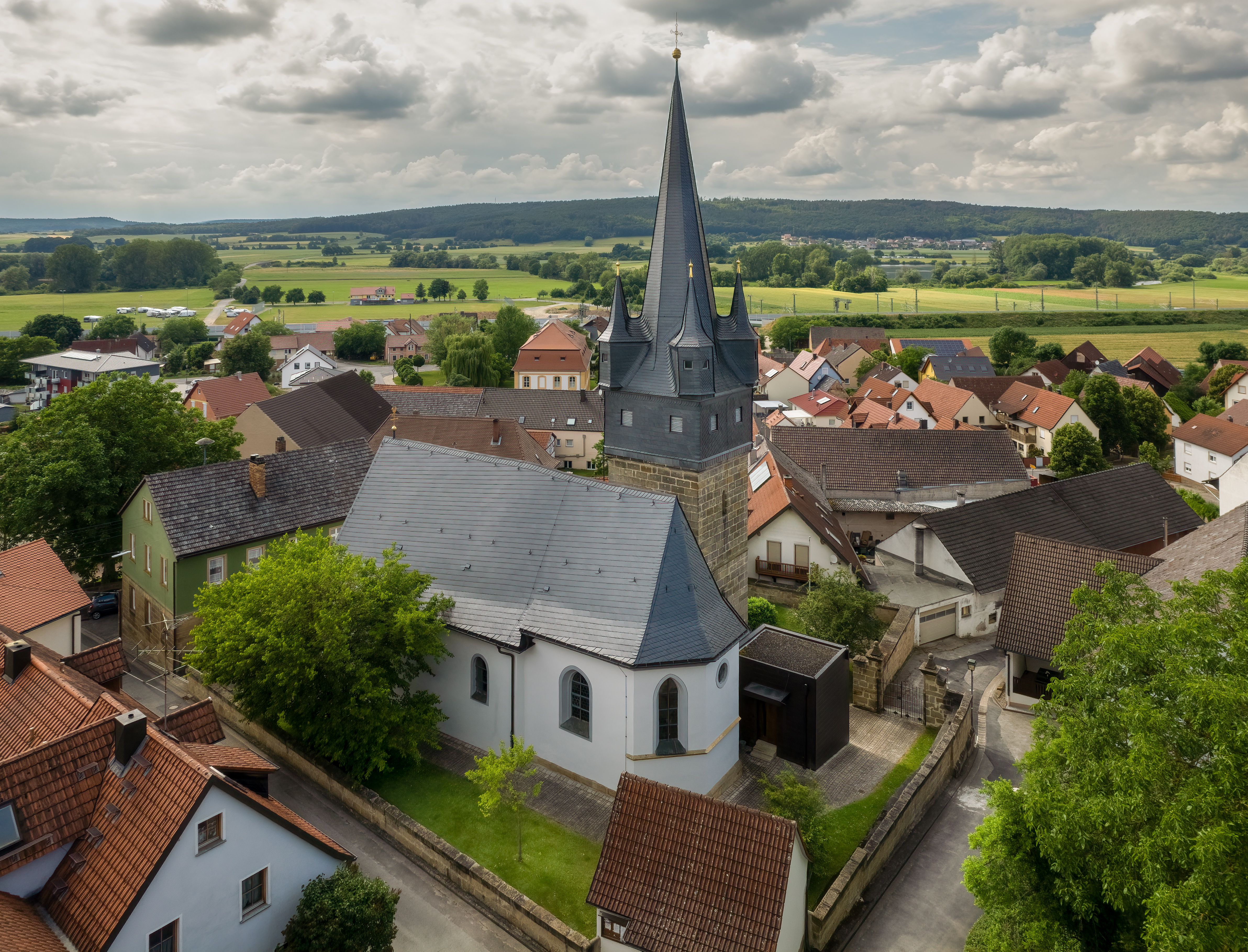
Katholische Filialkirche St. Maria Magdalena

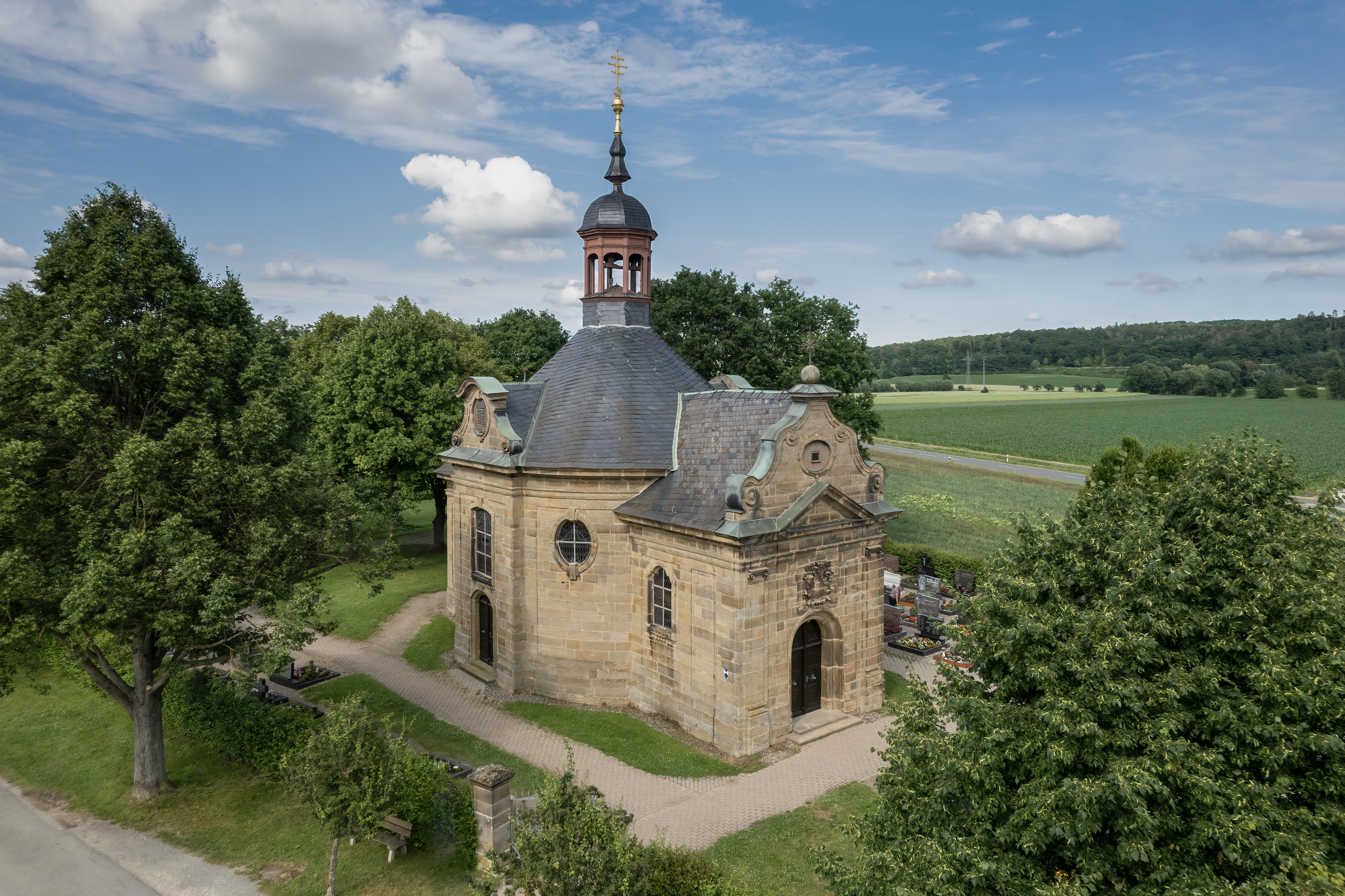
Katholische Valentinikapelle

Der Ort wurde im Jahre 796 erstmals urkundlich erwähnt. Damals wurden dem Kloster Fulda Güter geschenkt. Eine Kirche bestand schon 1346. Im Jahre 1500 kam die Valentin-Kapelle hinzu. Zwischen 1738 und 1740 wurde eine neue Kapelle nach den Plänen von Johann Jakob Michael Küchel errichtet.
Eine Fußgängerfähre über den Main bestand in Unterleiterbach mindestens seit dem 17. Jahrhundert. Fuhrwerke benutzten eine Furt, die nach einer Mainkorrektur 1896 nicht mehr genutzt werden konnte. In der Folge errichtete die Gemeinde 1897 eine Holzbrücke, die aber wegen der Mainhochwässer im Winterhalbjahr abgebaut wurde. Eine feste Brücke entstand schließlich 1913/1914 bei Mainkilometer 415 nach einem Entwurf von Friedrich von Emperger mit einer Spannweite von 53 Metern. Es war eine massive Bogenbrücke, bestehend aus durch Beton umschnürtes Gusseisen, mit einer angehängten Fahrbahn. Die Mainbrücke wurde im Zweiten Weltkrieg leicht beschädigt und 1984 für einen Ersatzneubau gesprengt.
Unterleiterbach wurde am 1. Januar 1978 nach Zapfendorf eingemeindet.

## Religion
Die Bevölkerung ist überwiegend römisch-katholisch. Bis zum Jahr 2006 gehörte Unterleiterbach zur Pfarrei Ebensfeld. Mit Gründung der neuen Seelsorgebezirke entschieden sich die Gläubigen der Filiale Unterleiterbach zur Umpfarrung in die Pfarrei Zapfendorf, da sie auch politisch zur Gemeinde Zapfendorf gehören.

## Baudenkmäler
- Schloss Unterleiterbach
- Valentinikapelle
- St. Maria Magdalena